# Sielsowiet Skidel
Sielsowiet Skidel (biał. Скідзельскі сельсавет, ros. Скидельский сельсовет) – sielsowiet na Białorusi, w obwodzie grodzieńskim, w rejonie grodzieńskim, z siedzibą w Skidlu (który nie wchodzi w skład sielsowietu).

## Miejscowości
- wsie:
  - Berwie
  - Bielakowszczyzna
  - Bobrownia
  - Bogudzięka
  - Bondary
  - Broszkowce
  - Bubny
  - Chaniewicze
  - Chwojniany
  - Ochrymowce
  - Ostrowo
  - Ośniki
  - Gliniany
  - Hołowacze
  - Horoszki
  - Karaszewo
  - Kaszubińce
  - Koniuchy
  - Leszczyce
  - Łozy
  - Milkowszczyzna
  - Niekrasze
  - Pieszczanka
  - Połomia
  - Przystupicze
  - Puzewicze
  - Ryski
  - Sikorzyca
  - Strzelce 1
  - Strzelce 2
  - Suchowlany
  - Tarasiuki
  - Zalesiany
- osiedle:
  - Kaszubińce
- chutor:
  - Mostowlany